# Gunung Pepanyi
Gunung Pepanyi är ett berg i Indonesien.   Det ligger i provinsen Aceh, i den västra delen av landet, 1 600 km nordväst om huvudstaden Jakarta. Toppen på Gunung Pepanyi är 2 440 meter över havet.
Terrängen runt Gunung Pepanyi är bergig norrut, men söderut är den kuperad.Runt Gunung Pepanyi är det ganska tätbefolkat, med 67 invånare per kvadratkilometer. I omgivningarna runt Gunung Pepanyi växer i huvudsak städsegrön lövskog.